# كلاوس كونراد
كلاوس كونراد (بالألمانية: Klaus Conrad)‏ هو طبيب أعصاب وطبيب نفسي ألماني، له مساهمات مهمة في  علم النفس العصبي وعلم الأمراض النفسية. ولد في 19 يونيو 1905 في فيينا في النمسا، وتوفي في 5 مايو 1961 في غوتينغن في ألمانيا.